# Arte del Renacimiento

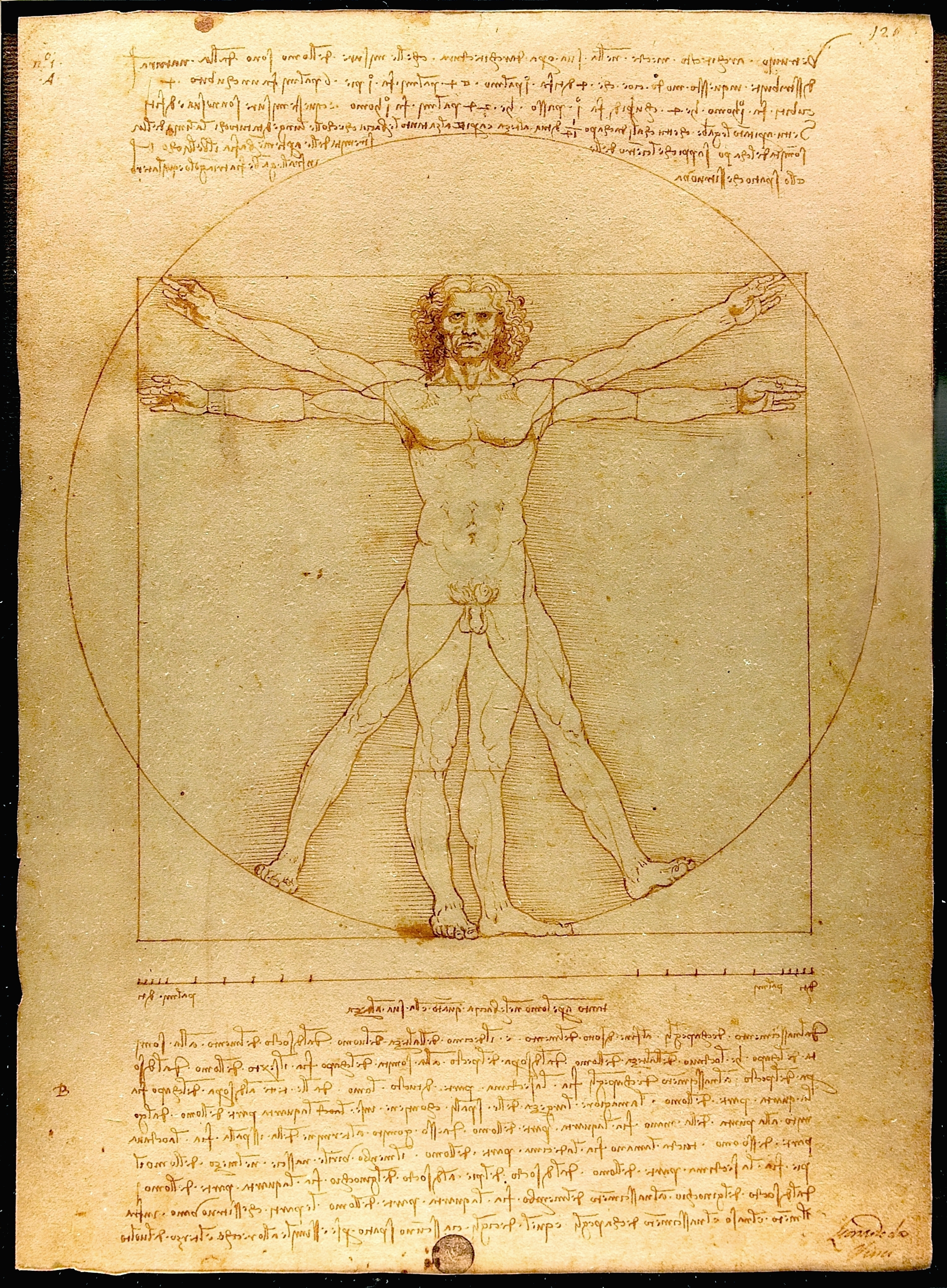
Hombre de Vitruvio (c. 1490) de Leonardo da Vinci, Galería de la Academia de Venecia.

El concepto de renacimiento se aplica a la época artística que da comienzo a la Edad Moderna. El término procede de la obra de Giorgio Vasari, Las vidas de los más excelentes arquitectos, pintores y escultores italianos, publicada en 1570, pero hasta el siglo XIX este concepto no recibió una amplia interpretación histórico-artística.
Sin embargo, Vasari había formulado una idea determinante, el nuevo nacimiento del arte antiguo, que presuponía una marcada conciencia histórica individual, fenómeno completamente nuevo en la actitud espiritual del artista.
De hecho el Renacimiento rompe, conscientemente, con la tradición artística de la Edad Media, a la que califica, con desprecio, como un estilo de bárbaros o de godos. Y con la misma conciencia se opone al arte contemporáneo del norte de Europa.

## Orígenes
Son muchas las influencias que se han atribuido a la aparición del arte renacentista; las mismas que afectaron a la filosofía, la literatura, la arquitectura, la teología, la ciencia, el gobierno y otros aspectos de la sociedad. La siguiente lista presenta un resumen de los cambios en las condiciones sociales y culturales que se han identificado como factores que contribuyeron al desarrollo del arte renacentista. Cada uno de ellos se trata con más detalle en los artículos principales citados anteriormente. Los eruditos del periodo renacentista se centraron en la vida actual y en las formas de mejorar la vida humana. No prestaron mucha atención a la filosofía ni a la religión medievales. Durante este periodo, eruditos y humanistas como Erasmo, Dante y Petrarca criticaron las creencias supersticiosas y también las cuestionaron. El concepto de educación también amplió su espectro y se centró más en la creación de "un hombre ideal" que tuviera una comprensión justa de las artes, la música, la poesía y la literatura y que tuviera la capacidad de apreciar estos aspectos de la vida. Durante este periodo, surgió una perspectiva científica que ayudó a la gente a cuestionar los rituales innecesarios de la iglesia. 
Los textos clásicos, perdidos durante siglos para los eruditos europeos, empezaron a estar disponibles. Entre ellos había documentos de filosofía, prosa, poesía, teatro, ciencia, una tesis sobre las artes y teología cristiana primitiva. Europa tuvo acceso a las matemáticas avanzadas, que tenían su origen en las obras de eruditos islámicos. El renacimiento del interés por la literatura clásica propició el primer estudio arqueológico de los restos de la Roma antigua por parte del arquitecto Filippo Brunelleschi y el escultor Donatello. El renacimiento de un estilo arquitectónico basado en precedentes clásicos inspiró un clasicismo correspondiente en pintura y escultura, que se manifestó ya en la década de 1420 en las pinturas de Masaccio y Uccello.
La llegada de la imprenta de tipos móviles en el siglo XV facilitó la difusión de las ideas y aumentó el número de libros escritos para un público más amplio.

### El cambio de pensamiento
De forma genérica se pueden establecer las características del Renacimiento en:

#### Surgimiento de una nueva relación con la naturaleza
El arte renacentista va unido a una concepción ideal y realista de la ciencia. La matemática se va a convertir en la principal ayuda de un arte que se preocupa incesantemente en fundamentar racionalmente su ideal de belleza. La aspiración de acceder a la verdad de la Naturaleza, como en la Antigüedad, no se orienta hacia el conocimiento de fenómeno casual, sino hacia la penetración de la idea. El objeto del arte es el mundo natural, la imagen del mundo que se identifica con la civilización. Hay un nuevo humanismo y una mentalidad burguesa que busca al hombre ideal en equilibrio con la naturaleza.

#### El Renacimiento hace al ser humano medida de todas las cosas

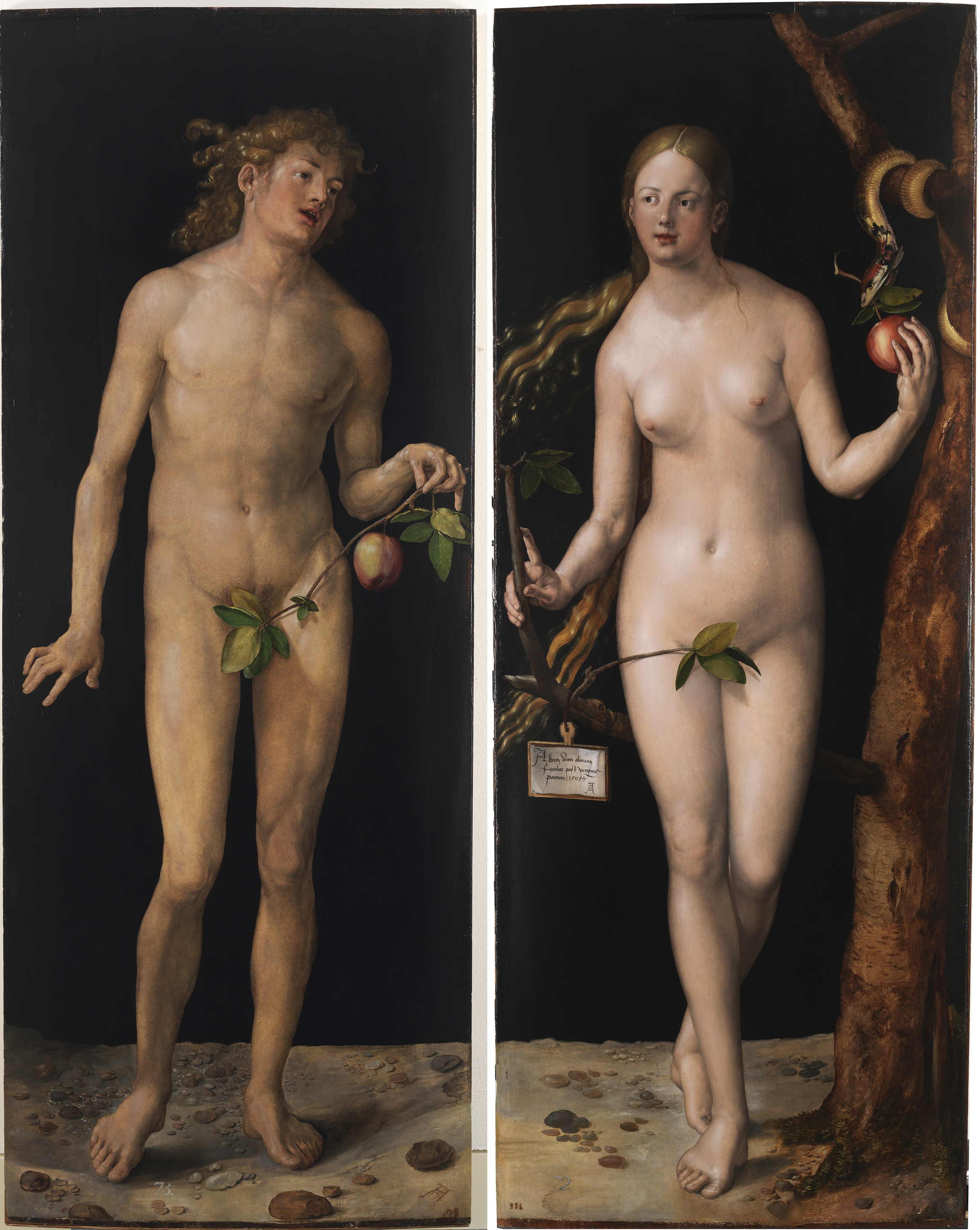
Adán y Eva (1507), de Alberto Durero. Museo del Prado.

El humanismo renacentista significó que la relación del hombre con la humanidad, el universo y Dios ya no era competencia exclusiva de la Iglesia.

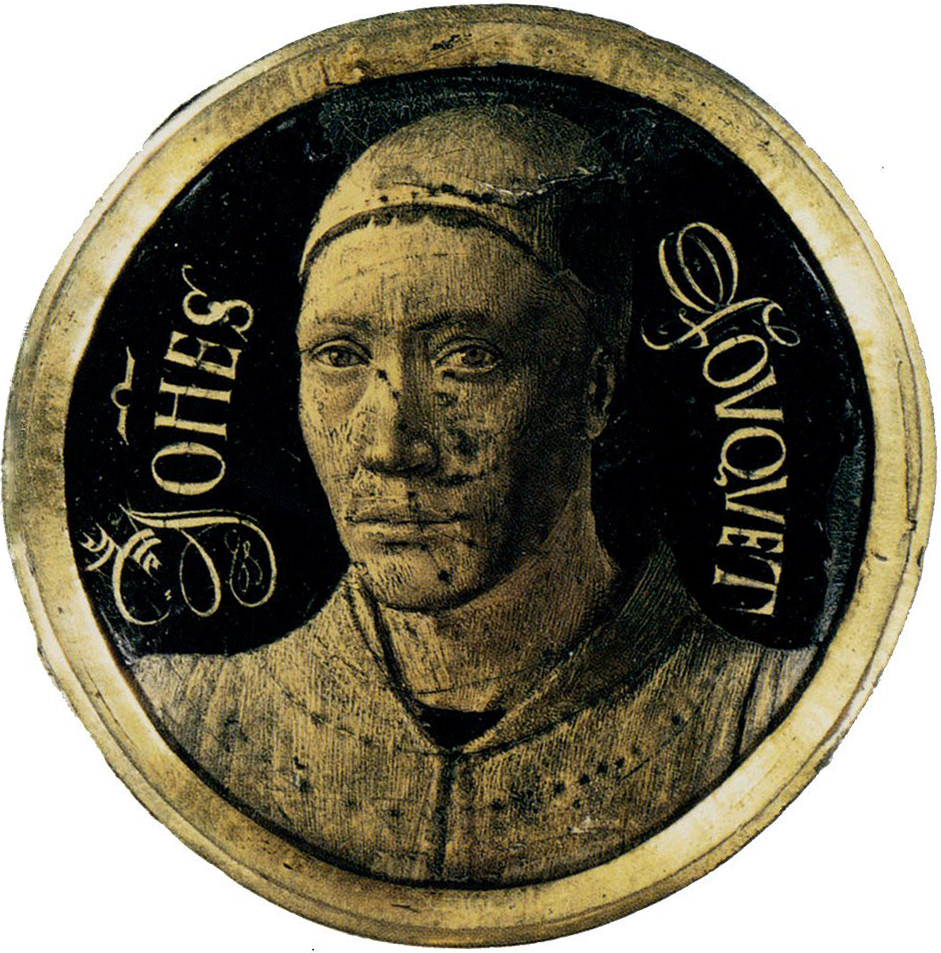
Jean Fouquet, autorretrato (1450). La miniatura de retrato más antigua, y posiblemente el autorretrato formal más antiguo.

Como arte esencialmente cultural presupone en el artista una formación científica, que le hace liberarse de actitudes medievales y elevarse al más alto rango social.
Los supuestos históricos que permitieron desarrollar el nuevo estilo se remontan al siglo XIV cuando, con el Humanismo, progresa un ideal individualista de la cultura y un profundo interés por la literatura clásica, que acabaría dirigiendo, forzosamente, la atención sobre los restos monumentales clásicos.
En el Renacimiento el hombre recupera su protagonismo como primer objeto artístico, según la tradición grecorromana. El hombre es la obra más perfecta de Dios. Se recupera el retrato y la naturalidad sin hieratismo, de la mano de la nueva burguesía. Se pinta la figura humana independientemente de lo que represente, Virgen o cortesana, Apolo o Cristo, lo que importa es la figura humana. El tema interesa poco, pero sí lo bello frente a lo representativo. 

## El mecenazgo y el artista
El Renacimiento supone una nueva forma de consumir el arte. Las artes liberales ya no están controladas por los gremios, sino bajo la protección de los muchos príncipes y la burguesía. Nacen, así, los mecenas, como las familias Medici, Rucelli, Tornabuoni o Pazzi.  
Además de la burguesía, la Iglesia y la monarquía serán protectores de los artistas, ya que se descubre el valor propagandístico del arte. Se establecen tres tipos de relación entre el artista y el cliente: el sistema doméstico, en el que el mecenas acoge en su casa al artista para que trabaje; el mercado, en el que el artista simplemente vende las obras que crea por encargo, y la academia, en el que el artista trabaja para el Estado. 
La figura del artista es engrandecida y admirada, por lo que se abandona definitivamente el anonimato. Sin embargo, surge el taller del maestro, que controla el acceso a la profesión de los oficiales y aprendices, y que es quien recibe los encargos de los clientes.  

## Etapas históricas
Diferentes etapas históricas marcan el desarrollo del Renacimiento:

### Proto-Renacimiento en Italia, 1280-1490

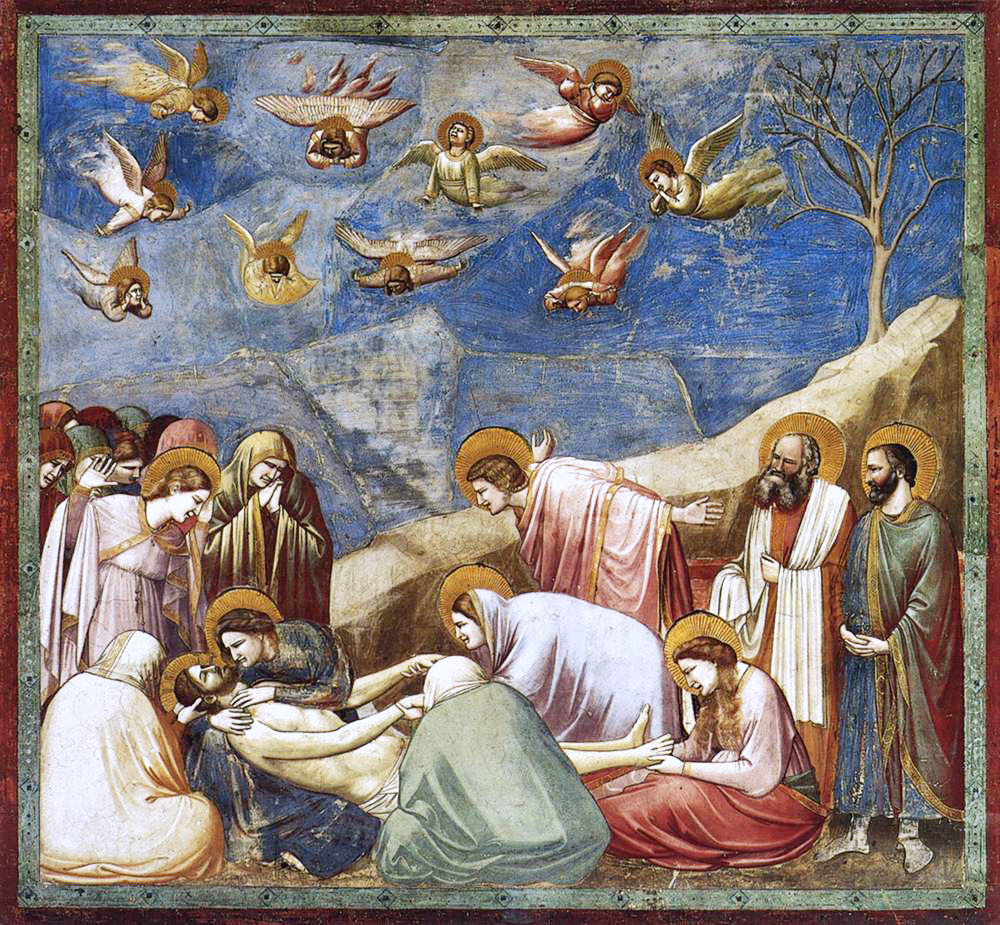
Giotto: La Lamentación, c. 1305, Capilla Scrovegni, anticipa el Renacimiento. Fresco cuadrado. En un espacio poco profundo, como un decorado, figuras realistas se reúnen en torno al cuerpo muerto de Jesús. Todos están de luto. María Magdalena llora a sus pies. Un discípulo extiende los brazos, desesperado. José de Arimetea sostiene el sudario. En el cielo, pequeños ángeles gritan y se rasgan los cabellos.

En la Italia de finales del siglo XIII y principios del XIV, la escultura de Nicola Pisano y su hijo Giovanni Pisano, que trabajan en Pisa, Siena y Pistoia muestra tendencias marcadamente clasicistas, probablemente influidas por la familiaridad de estos artistas con los antiguos sarcophagi romanos. Sus obras maestras son los púlpitos del Baptisterio y de la Catedral de Pisa. 
Contemporáneo de juliano Pisano, el pintor florentino Giotto (1267-1337) desarrolló una manera de pintar figurativa sin precedentes, naturalista, tridimensional, realista y clasicista, si se compara con la de sus contemporáneos y maestro Cimabue. Giotto, cuya mayor obra es el ciclo de la Vida de Cristo de la Capilla de la Arena de Padua, fue considerado por el biógrafo del siglo XVI Giorgio Vasari como el "rescatador y restaurador del arte" del "estilo tosco, tradicional y bizantino" predominante en Italia en el siglo XIII. Respecto al uso de la proporción, característica fundamental del arte del Renacimiento, el primer tratamiento importante del cuadro como ventana al espacio apareció en la obra de Giotto a principios del siglo XIV.  La verdadera perspectiva lineal fue formalizada más tarde, por Filippo Brunelleschi y Leon Battista Alberti.  Además de dar una presentación más realista del arte, impulsó a los pintores renacentistas a componer más cuadros.

### Quattrocento
Tiene como espacio cronológico todo el siglo XV, es el denominado Quattrocento, y comprende el Renacimiento temprano que se desarrolla en Italia. El Quattrocento (Cuatrocientos, los años del siglo XV) es un arte como lo conocemos hoy.
Como se ve, es una palabra italiana, pues es ahí donde se inicia todo. Pero todos esos nuevos artistas e intelectuales no quieren sólo imitar esa época mítica. La quieren superar.
Artista: Luis Mata 
También se empieza a valorar al ser humano (humanismo). Eso da como resultado la representación de la figura humana como tema, se busca imitar las cosas como son (anatomía, profundidad, proporción, perspectiva…).

#### Florencia y los inicios del Renacimiento: Brunelleschi, Donatello y Masaccio

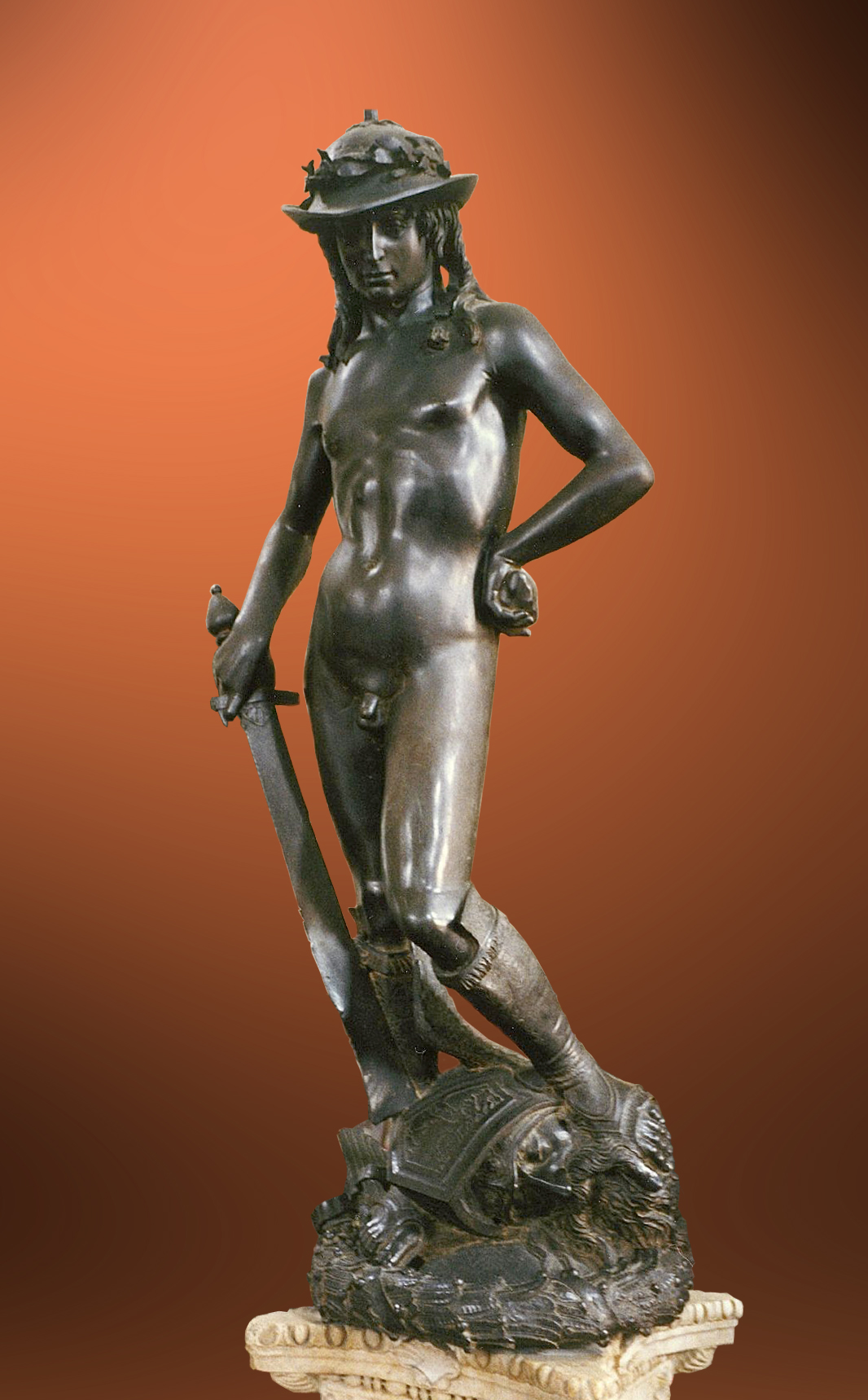
David (c. 1440), de Donatello. Museo Nazionale del Bargello.

Cúpula de Brunelleschi, catedral de Florencia.

Tanto los Pisano como Giotto tuvieron alumnos y seguidores, pero los primeros artistas verdaderamente renacentistas surgieron en Florencia con el comienzo del siglo XV. La fecha que marca este hito es el año 1401, con el concurso para esculpir un conjunto de puertas de bronce del baptisterio de San Juan, al que se presentaron siete jóvenes escultores, entre ellos Brunelleschi, Donatello y el ganador, Lorenzo Ghiberti. La coincidencia en la región de Florencia a principios del siglo XV de ciertos individuos de genio artístico, entre los que destacan Masaccio, Brunelleschi, Ghiberti, Piero della Francesca, Donatello y Michelozzo formó un entorno del que surgieron los grandes maestros del Alto Renacimiento, además de apoyar y animar a muchos artistas menores a lograr obras de extraordinaria calidad.La creación del Banco Medici y el comercio que generó aportaron una riqueza sin precedentes a una sola ciudad italiana, Florencia. Cosme de Médici estableció un nuevo estándar para el mecenazgo de las artes, no asociado con la iglesia o la monarquía.
Brunelleschi, más famoso como arquitecto de la cúpula de la catedral de Florencia y de la Basílica de San Lorenzo, creó varias obras escultóricas, entre ellas un crucifijo de tamaño natural en la iglesia de Santa Maria Novella, famoso por su naturalismo. Se cree que sus estudios de perspectiva influyeron en el pintor Masaccio. Por su parte, las obras maestras de Donatello son la estatua humanista e inusualmente erótica de David, uno de los iconos de la República Florentina, y su gran monumento a Gattamelata en Padua, el primer gran bronce ecuestre creado desde la época romana.
El contemporáneo de Donatello, Masaccio (1401-1428), fue el descendiente pictórico de Giotto e inició el Renacimiento temprano en la pintura italiana en 1425, continuando la tendencia hacia la solidez de la forma y el naturalismo del rostro y el gesto que Giotto había iniciado un siglo antes. Entre 1425 y 1428, Masaccio realizó varias pinturas sobre tabla, pero es más conocido por el ciclo de frescos que inició en la Capilla Brancacci con el artista de más edad Masolino y que ejerció una profunda influencia en pintores posteriores, como Miguel Ángel. Los desarrollos de Masaccio continuaron en las pinturas de Fra Angelico (1395-1455), especialmente en sus frescos del Convento de San Marcos de Florencia.
El tratamiento de los elementos de la perspectiva y la luz en la pintura preocupó especialmente a los pintores florentinos del siglo XV. Uccello estaba tan obsesionado con intentar conseguir una apariencia de perspectiva que, según Giorgio Vasari, le perturbaba el sueño. Sus soluciones pueden verse en su obra maestra, un conjunto de tres pinturas, la Batalla de San Romano, que se cree que terminó en 1460.

#### La segunda mitad delsigloXV: Alberti, Piero della Francesca, Verrocchio
El arte renacentista de la segunda mitad del siglo XV se gesta al mismo tiempo que se produce la publicación de dos tratados de Leon Battista Alberti (1404-1472): De pictura ("Sobre la pintura") en 1435 y De re aedificatoria ("Diez libros de arquitectura") en 1452.

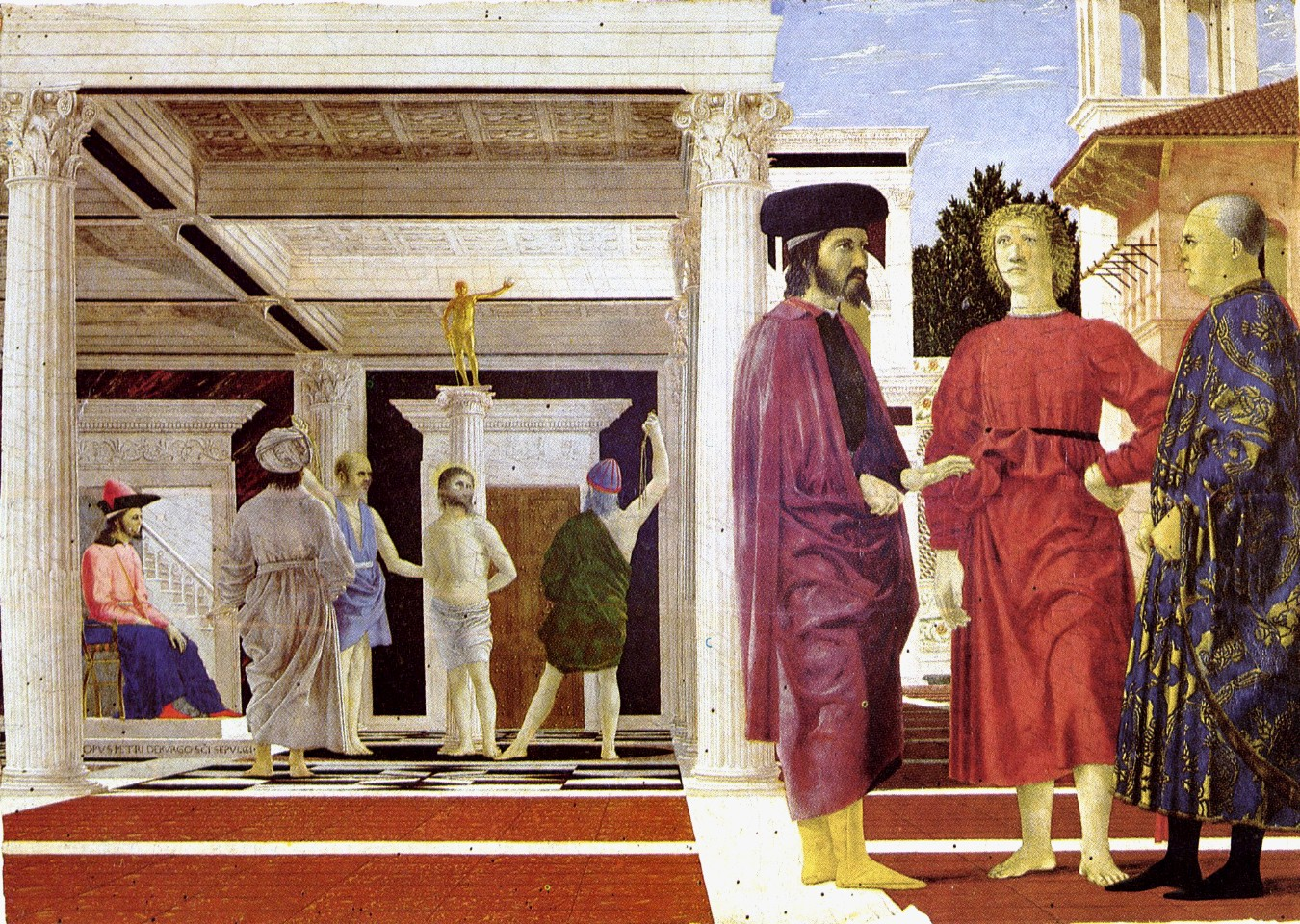
Flagelación de Cristo (c. 1450), de Piero della Francesca.

El pintor Piero della Francesca (1415-1492) es el pintor de la perspectiva. Realizó estudios sistemáticos y científicos tanto de la luz como de la perspectiva lineal, cuyos resultados pueden verse en su ciclo de frescos de La Historia de la Vera Cruz en la San Francesco, Arezzo. Durante muchos años fue conocido más como matemático que como pintor, debido, entre otras obras, a De prospectiva pingendi, un tratado sobre la aplicación de las leyes matemáticas al arte. El propio Vasari elogia a Piero della Francesca principalmente por su uso de la perspectiva. Su pintura se caracteriza por el uso de las formas geométricas y por el carácter sereno e impasible de las figuras.
Uno de los pintores más significativos del norte de Italia fue Andrea Mantegna (1431-1506), activo en Mantua, donde decoró el interior la llamada Camera Picta para su mecenas el marqués Luis III Gonzaga, ambientando retratos de la familia y la corte en un espacio arquitectónico ilusionista. En Nápoles, el pintor Antonello da Messina comenzó a utilizar la técnica de la pintura al óleo para retratos y pinturas religiosas en una fecha que precedió a otros pintores italianos, posiblemente hacia 1450. Llevó esta técnica al norte e influyó en los pintores de Venecia. 
El período final del Renacimiento temprano en el arte italiano está marcado, como su comienzo, por un encargo particular que reunió a los artistas, esta vez en cooperación y no en competencia. El papa Sixto IV había reconstruido la Capilla Papal, llamada Capilla Sixtina en su honor, y encargó a un grupo de artistas, Sandro Botticelli, Pietro Perugino, Domenico Ghirlandaio y Cosimo Rosselli, que decoraran sus paredes con frescos que representaran las vidas de Jesús y de Moisés. En las dieciséis grandes pinturas, los artistas, aunque cada uno trabajaba en su estilo individual, coincidían en los principios de formato, y utilizaban las técnicas de iluminación, perspectiva lineal y atmosférica, anatomía, escorzo y caracterización que se habían llevado a un punto álgido en los grandes estudios florentinos de Ghiberti, Verrocchio (1435-1488), Ghirlandaio y Perugino.

#### El mecenazgo de los Medici
Italia en ese momento está integrada por una serie de estados entre los que destacan Venecia, Florencia, Milán, el Estado Pontificio y Nápoles. La presión que se ejerce desde el exterior impidió que, como en otras naciones, se desarrollara la unión de los reinos o estados; sin embargo, sí se produjo el fortalecimiento de la conciencia cultural de los italianos. Desde estos supuestos fueron las ciudades las que se convierten en centros de renovación artística. En Florencia el desarrollo de una rica burguesía ayudará al despliegue de las fuerzas del Renacimiento, la ciudad se convierte en punto de partida del nuevo estilo, y surgen, bajo la protección de los Médicis, las primeras obras que desde aquí se van a extender al resto de las personas.

### Cinquecento

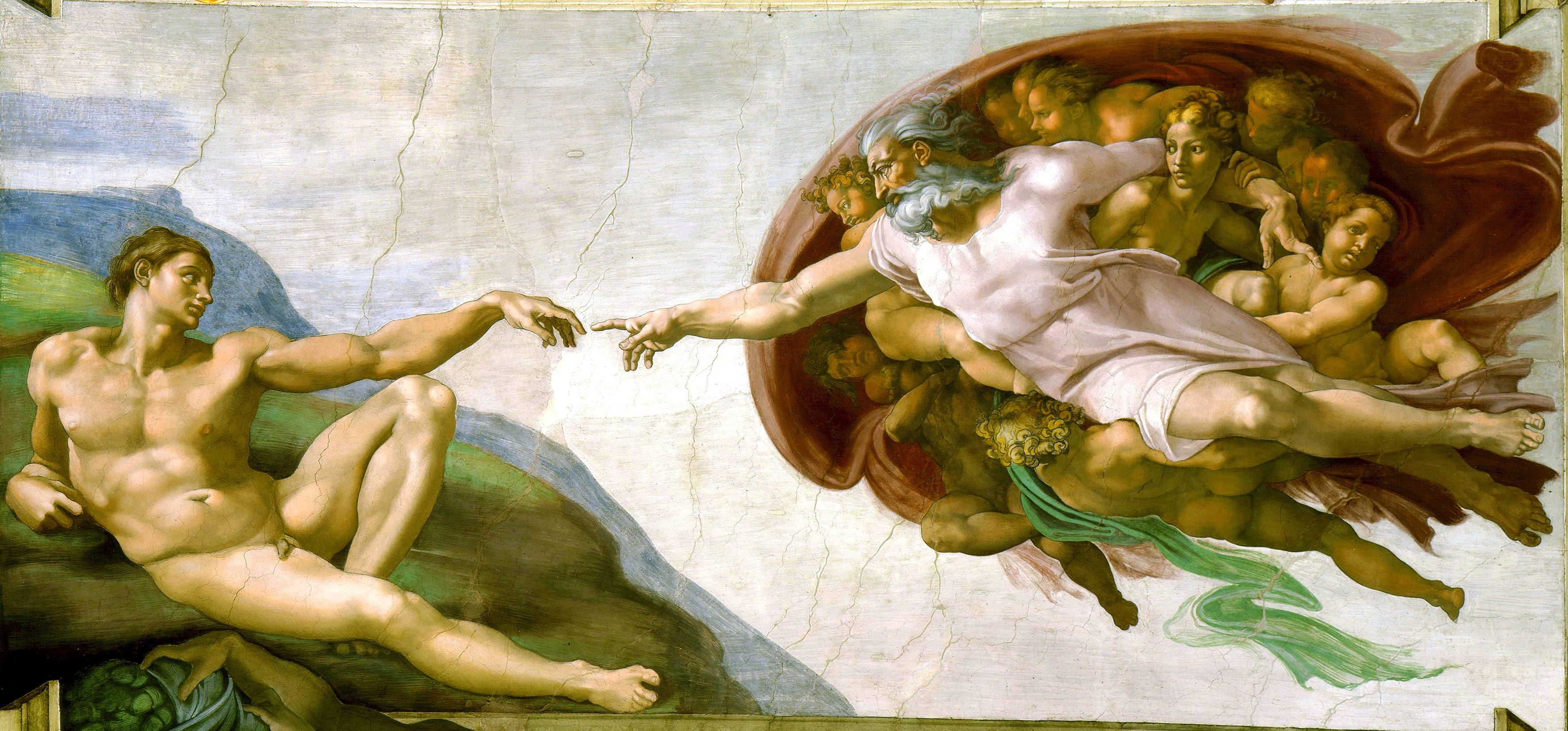
Miguel Ángel, (c. 1511) La Creación de Adán, del techo de la Capilla Sixtina.

La segunda etapa histórica que marca el desarrollo del Renacimiento afecta al siglo XVI y se denomina Cinquecento. Su dominio artístico queda referido al Alto Renacimiento, que se centra en el primer cuarto del siglo. En esta época desarrollan el grueso de su obra Leonardo, Rafael, Miguel Ángel y Tiziano.

Los principales artistas del Alto Renacimiento
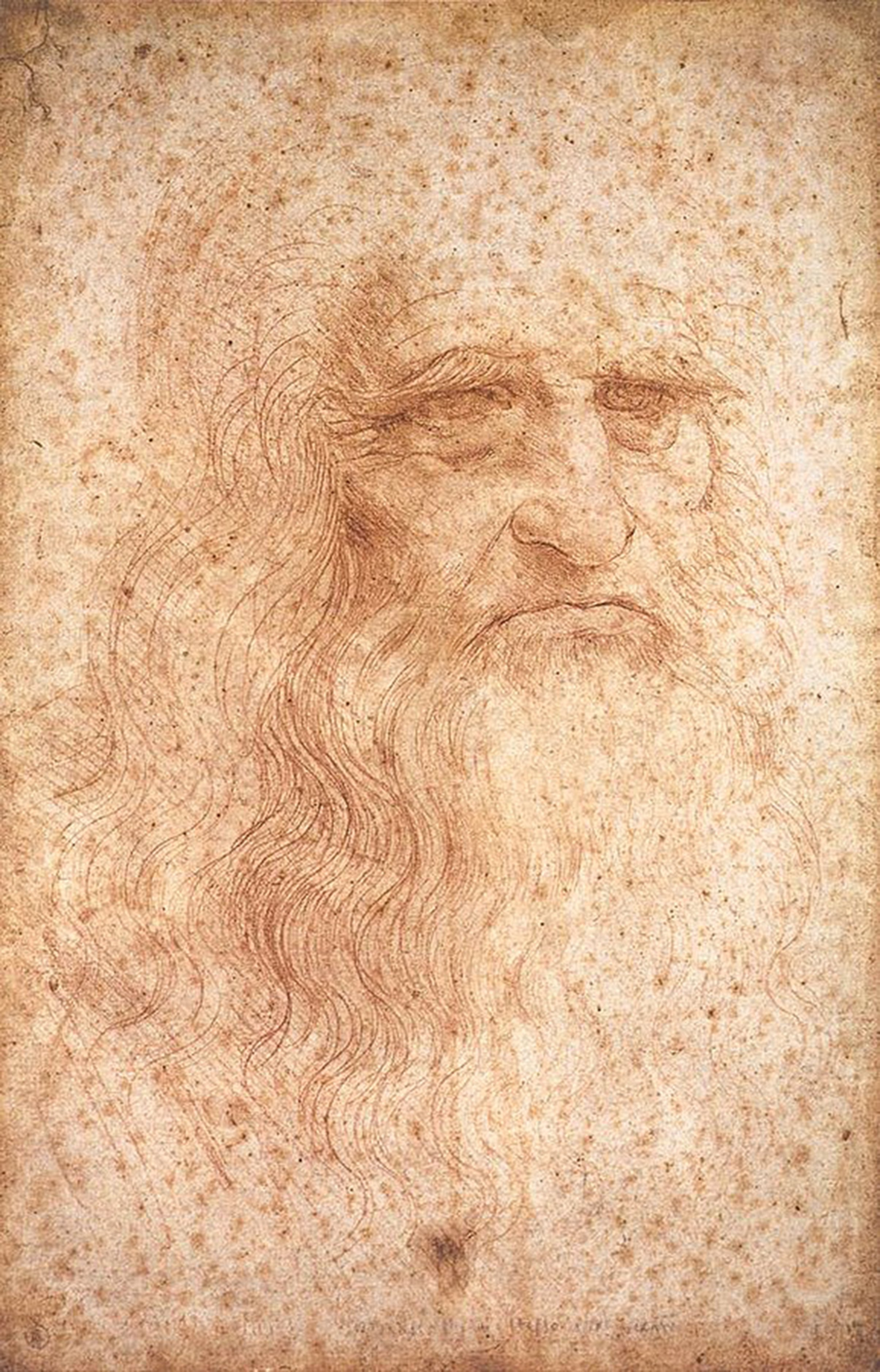
Leonardo
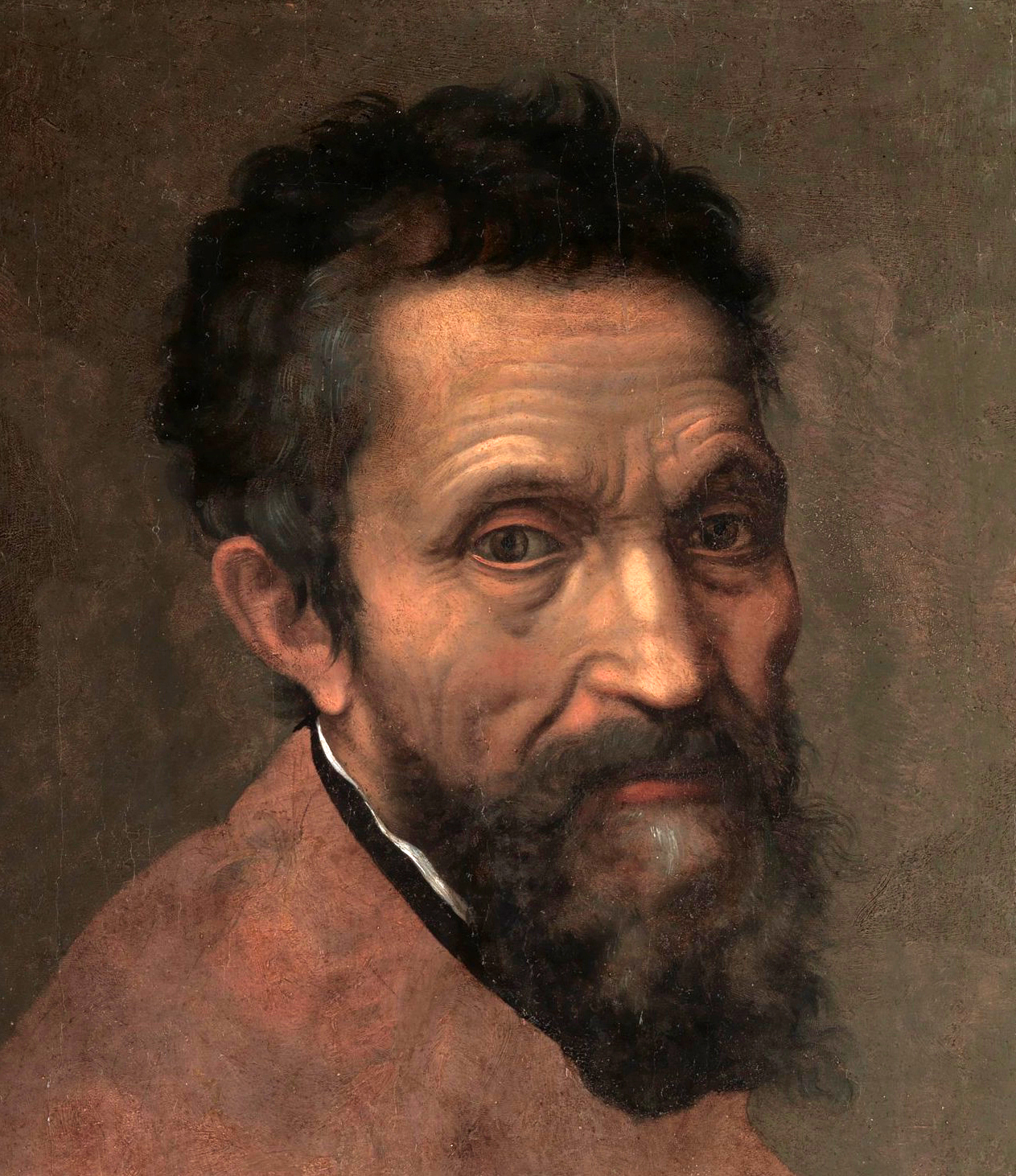
Miguel Ángel
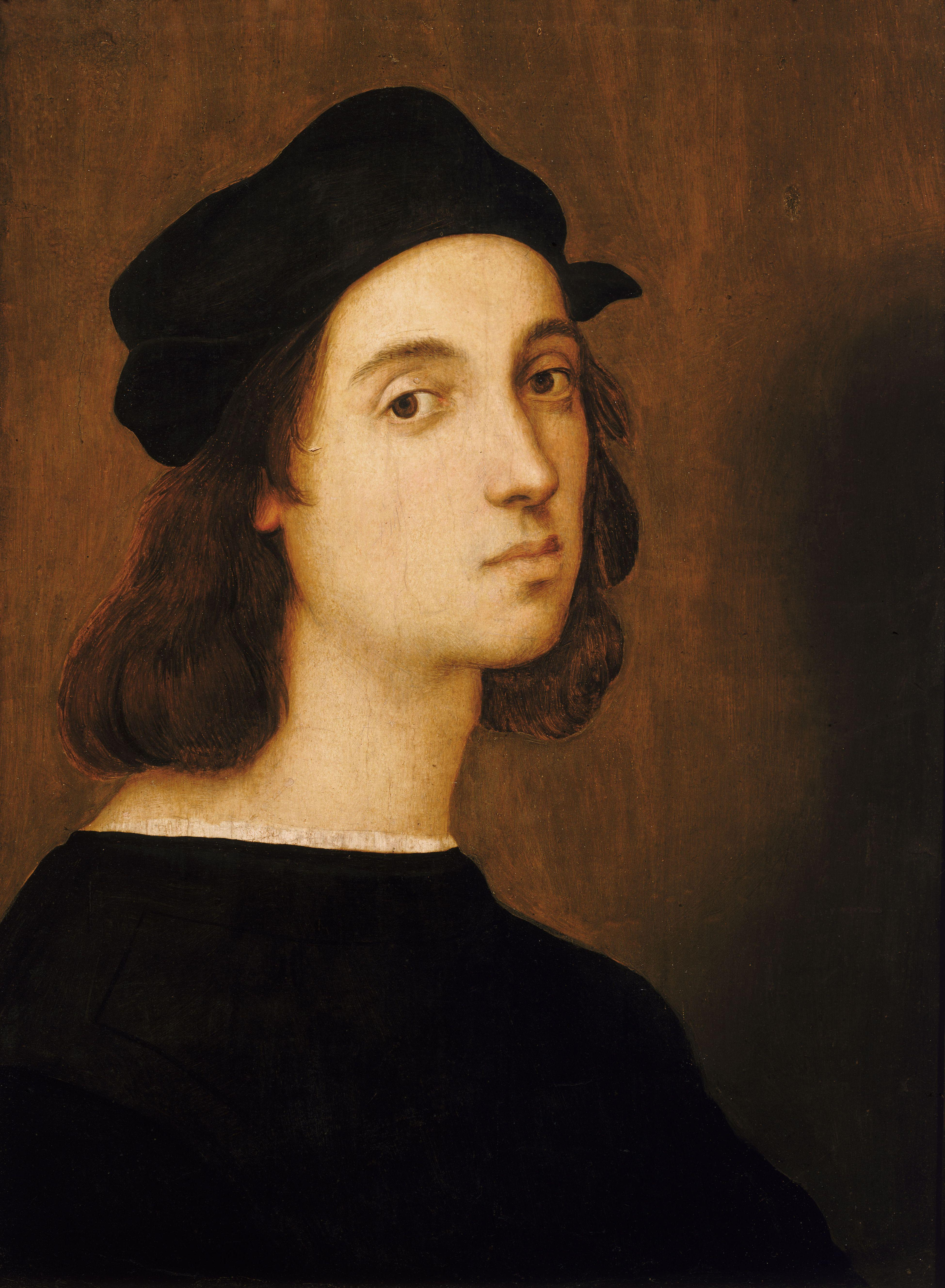
Rafael
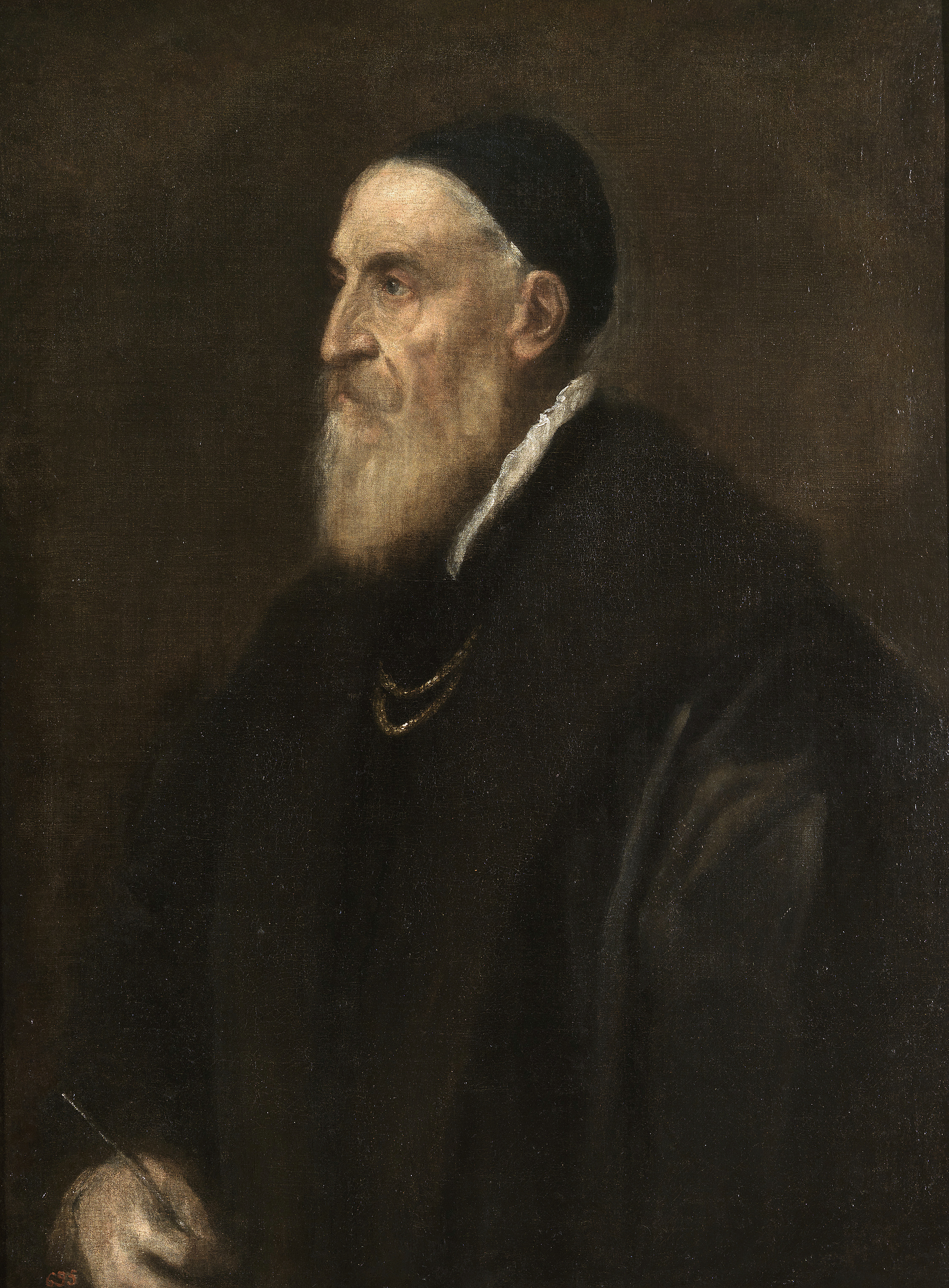
Tiziano

Esta etapa desemboca hacia 1520-1530 en una reacción anticlásica que conforma el Manierismo.

### Manierismo y Contrarreforma
En su última etapa, cuando están conseguidas todas las soluciones técnicas, es cuando se pinta a la manera de un maestro o de otro, corriente a la que se llama manierismo, que utilizará todos los tipos clásicos de forma alambicada.

### La difusión del Renacimiento en Europa
Mientras que en Italia se estaba desarrollando el Renacimiento, en el resto de Europa se mantiene el gótico en sus formas tardías, situación que se va a mantener, exceptuando casos concretos, hasta comienzos del siglo XVI.
En Italia el enfrentamiento y convivencia con la Antigüedad Clásica, considerada un legado nacional, proporcionó una amplia base para una evolución estilística homogénea y de validez general. Por ello, allí es posible su surgimiento y precede a todas las demás naciones.
Fuera de Italia, la Antigüedad Clásica supondrá un caudal académico asimilable, y el desarrollo del Renacimiento dependerá constantemente de los impulsos marcados por Italia. Artistas importados desde Italia o formados allí hacen el papel de verdaderos transmisores.

## Arquitectura

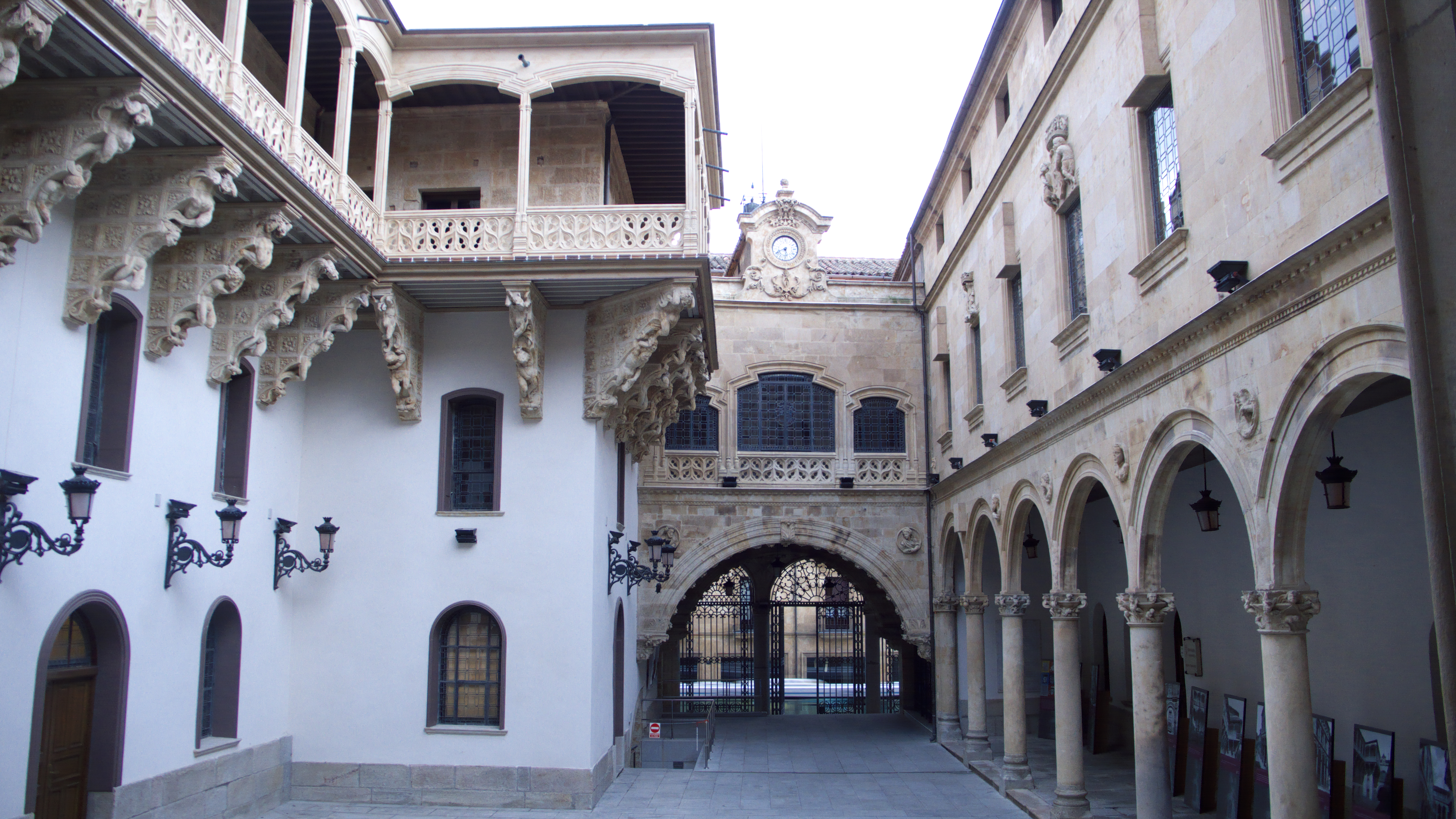
A mediados del, Rodrigo de Mexía promueve el Palacio de la Salina en Salamanca.

Se redescubre la arquitectura de Marco Vitruvio, el muro de carga y como cierre del espacio, la columna guarda una proporción entre la altura y la anchura, y el arco con la luz, se tiende a la horizontalidad y a la escala humana, para crear un espacio unitario. 

### Tipos de edificios
Había dos tipos de edificios: los religiosos (iglesias) y los civiles (urbanos y laicos). Los edificios religiosos constaban de vitrales e imágenes de santos.

### Elementos constructivos
Entre los principales elementos constructivos tenemos: 

#### Sustentantes
Arco de medio punto y columnas.

#### Sustentados
Cúpula, bóveda de cañón (en contraste con la bóveda de crucería habitual en la arquitectura gótica) y cubiertas planas con casetones.

#### Elementos decorativos
Pilastras, frontones, pórticos, decoración heráldica, almohadillado, voluta, grutescos, guirnaldas y medallones.
Desde un principio la arquitectura renacentista tuvo un carácter profano, y, lógicamente, surgió en una ciudad en donde el Gótico apenas había penetrado, Florencia; en la Europa de las grandes catedrales se implantó con dificultades. 
Se caracterizó por el empleo de proporciones modulares, superposición de órdenes, empleo de cúpulas e introducción del orden colosal. En el Quattrocento fue frecuente recurrir a columnas y pilastras adosadas, a los capiteles clásicos (con preferencia el corintio, aunque sustituyendo los caulículos por figuras fantásticas o de animales), los fustes lisos y el arco de medio punto, a la bóveda de cañón y de arista, así como a cubiertas de madera con casetones. Lo que fundamentalmente distingue a la arquitectura del Quattrocento de la del Alto Renacimiento (o Cinquecento) es la decoración menuda (putti, guirnaldas de flores o frutos, grutescos, etc.), el alargamiento de la cúpula (catedral de Florencia, de Filippo Brunelleschi) y las fachadas de piedra tosca (Palacio Medici−Ricardi, de Michelozzo di Bartolommeo) o con los sillares en realce (Palacio Rucellai, de Bernardo Rosellino, proyecto de Alberti). La arquitectura del Cinquecento tuvo como centro Roma: En 1506 Bramante terminaba su célebre proyecto para la basílica de San Pedro en el Vaticano. Los palacios se adornaron de valiosos bajorrelieves (Palacio Grimani de Venecia, 1549, obra de Michele Sanmicheli) o de esculturas exentas (biblioteca de San Marcos, 1537−50, Venecia, obra de Jacopo Sansovino).

## Pintura
La pintura del Renacimiento exige una formación científica de los artistas y una gran capacidad de creación. Se inventa la perspectiva aérea, con el sfumato. Se pone mucha atención en las proporciones, para que se utilizará el canon clásico, que progresivamente se irá alargando, y se guardará la proporción entre las partes. Reaparece el retrato, el desnudo, principalmente mitológico, y el paisaje, todo ello idealizado. No es una copia de la antigüedad, sino su interpretación. Se busca el realismo, pero se idealiza la naturaleza, se trata de un arte burgués.  
La mejora de la pintura al óleo y el desarrollo de la técnica de la pintura al óleo por parte de artistas belgas como Robert Campin, Jan van Eyck, Rogier van der Weyden y Hugo van der Goes condujeron a su adopción en Italia a partir de 1475 y, en última instancia, tuvieron efectos duraderos en las prácticas pictóricas de todo el mundo. 

### Técnicas
Algunas técnicas pictóricas características del Renacimiento son:
- Escorzo: El término escorzo se refiere al efecto artístico de acortar las líneas de un dibujo para crear una ilusión de profundidad.

- Sfumato: El término sfumato fue acuñado por el artista renacentista italiano Leonardo da Vinci y se refiere a una técnica de pintura de bellas artes que consiste en difuminar o suavizar los contornos nítidos mediante la mezcla sutil y gradual de un tono con otro a través del uso de veladuras finas para dar la ilusión de profundidad o tridimensionalidad. Proviene de la palabra italiana sfumare, que significa evaporar o desvanecer. El origen latino es fumare, fumar.
- Claroscuro: El término claroscuro hace referencia al efecto de modelado de la pintura de bellas artes que consiste en utilizar un fuerte contraste entre la luz y la oscuridad para dar la ilusión de profundidad o tridimensionalidad. Procede de las palabras italianas que significan claro (chiaro) y oscuro (scuro), una técnica que se generalizó en el periodo Barroco.

### La pintura veneciana de los Bellini a Tintoretto
Una herencia de logros artísticos similar a la florentina se produjo en Venecia a través de la talentosa familia de Bellini, su influyente pariente político Mantegna, Giorgione, Tiziano y Tintoretto.